# Lista över domare i Europadomstolen

## Svenska domare
- Åke Holmbäck (1959-1971)
- Sture Petrén (1971-1976)
- Gunnar Lagergren (1977-1988)
- Elisabeth Palm (1988-2003)
- Elisabeth Fura-Sandström (2003-2012)
- Helena Jäderblom (2012-2018)
- Erik Wennerström (2019- )